# Dinodon gammiei
Dinodon gammiei là một loài rắn trong họ Rắn nước. Loài này được Blanford mô tả khoa học đầu tiên năm 1878.